# Маршфилд (Висконсин)
Маршфилд (енгл. Marshfield) град је у америчкој савезној држави Висконсин.

## Демографија
По попису из 2010. године број становника је 19.118, што је 318 (1,7%) становника више него 2000. године.
| Група             | 2000.          | 2010.          |
| Белци             | 18.158 (96,6%) | 17.870 (93,5%) |
| Афроамериканци    | 74 (0,4%)      | 131 (0,7%)     |
| Азијати           | 260 (1,4%)     | 437 (2,3%)     |
| Хиспаноамериканци | 146 (0,8%)     | 452 (2,4%)     |
| Укупно            | 18.800         | 19.118         |